# Glider (Juego de la vida)

Mutación y movimiento de un "glider".

Glider (en español, planeador) es el nombre de un patrón que se desplaza por el tablero en el Juego de la vida de  John Conway. Fue descubierto por Richard Guy en 1970, mientras el grupo de Conway trataba de seguir la evolución del R-pentominó. Los gliders viajan en diagonal a una velocidad de una célula cada cuatro generaciones, o {\displaystyle c/4}. Normalmente se crean a partir de configuraciones de partida generadas aleatoriamente.

## Importancia
Los gliders son importantes para el Juego de la vida porque se crean fácilmente, pueden chocar entre sí para formar objetos más complicados y son capaces de transmitir información a grandes distancias. Por ejemplo, pueden disponerse ocho gliders de manera que colisionen para formar un cañón Gosper. Estas colisiones diseñadas para dar lugar a nuevos patrones también se llaman «síntesis de gliders». Patrones como bloques, intermitentes, semáforos, incluso el poco común Eater, pueden ser sintetizados con sólo dos gliders.
Algunos patrones requieren una gran cantidad de colisiones para formarse; es el caso de ciertos osciladores, trenes de soplado, cañones, etc. Aún no se sabe con certeza si una combinación de colisiones que dé lugar a un patrón de glider exótico puede ocurrir de forma natural.
Es posible construir puertas lógicas de tipo AND, OR y NOT a base de gliders. Asimismo permite construir un patrón que actúe como una máquina de estados finitos conectada a dos contadores, lo que posee la misma potencia de cálculo que una máquina universal de Turing. Por consiguiente, en teoría, el patrón glider dotaría al Juego de la vida de una potencia de cálculo equivalente a la de cualquier ordenador con memoria ilimitada y sin limitaciones de tiempo: esto es, sería Turing completo.